# Pobačaj u Mađarskoj
Pobačaj u Mađarskoj bio je pravno liberaliziran još 1953. godine. Zakon o pobačaju promijenjen je tri puta od tada, 1956., 1973., i 1992. Dok žene moraju dobiti odobrenje prije pobačaja, u zakon su postavljene brojne različite hipotetske situacije koje omogućuju pobačaj, pa je zahtjev za pobačaj postao puka formalnost.
Iako je pobačaj legalan, najčešće se ne odvija brzo: žene moraju proći kroz određeni postupak koji uključuje savjetovanje, razdoblje čekanja i potvrdu primalje. 
Pobačaj je posljednji put uređen Zakonom o zaštiti fetusa, 1992. godine. Prema ovom zakonu, pobačaj se dopušta do 12 tjedana. Međutim, u određenim okolnostima ograničenje se može produžiti na 18, 20 ili 24 tjedna. Trudnoća može biti prekinuta u bilo koje vrijeme ako je fetus smrtono bolestan (npr. anencefalija). Postoji obavezno savjetovanje i 3-dnevno razdoblje čekanja.
Godine 1998. najviši sud zahtijevao je tumačenje definicije za pojam "teška krizna situacija", jer postoji zabrinutost da žene koje prolaze kroz postupak ne mogu biti u "krizi" i ako jesu, da dobiju psihijatrijsku pomoć nakon pobačaja. Ministarstvo zdravstva je 29. lipnja 2000. godine definiralo "tešku kriznu situaciju" kao "onu koja uzrokuje tjelesno ili mentalno oštećenje ili "društveno nepodnošljivu situaciju". 
Mađarska vlada organizirala je kampanju za život u 2011. godini, gdje su plakati prikazali sliku djeteta u krilu, s naslovom: "Razumijem da još niste spremni za mene, ali dajte me agenciji za posvojenje, dozvolite mi da živim!“ Vlada je oštro kritizirana zbog korištenja sredstava Europske unije za tu kampanju. Povjerenica Europske unije Viviane Reding izjavila je kako se kampanja "protivi europskim vrijednostima".
Novi ustav Mađarske, koji je usvojen u 2012. godini, navodi da će ljudski život biti zaštićen od trenutka začeća, iako do sada nije promijenjen zakon o pobačaju, kako bi se zaštitio život od trenutka začeća.
Od 2010. do 2015. broj prijavljenih pobačaja godišnje pada za 22,9 posto, što je pripisano uvođenju obiteljskih mjera od strane mađarske vlade. Država umjesto pobačaja promiče napuštanje djeteta i davanje na posvajanje.